# 富纳马努
8°34′S 179°09′E / 8.567°S 179.150°E

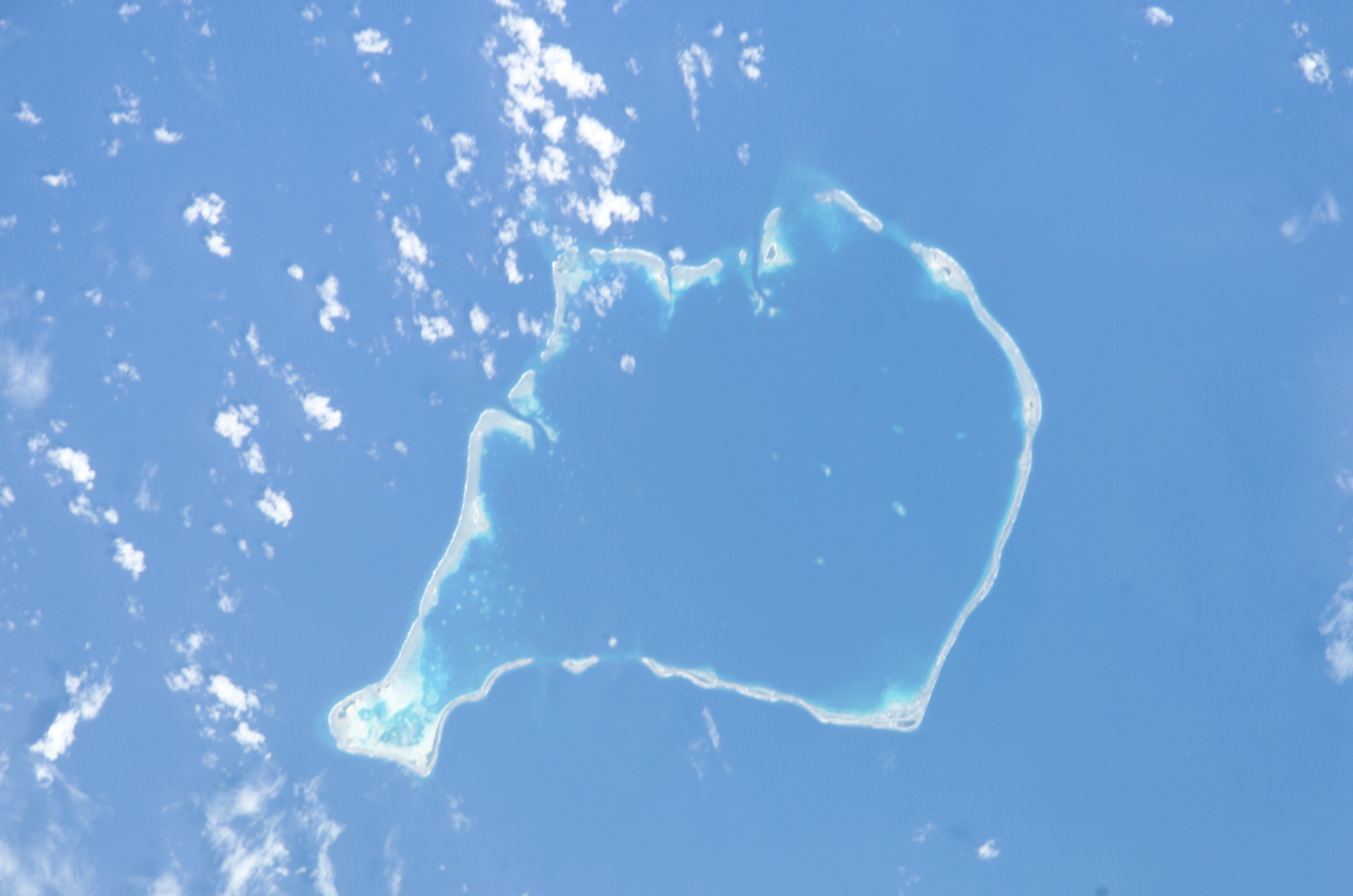
富納富提全圖

富纳马努（英語：Funamanu Isle）是一個位於吐瓦魯首都富納富提的一座珊瑚礁島嶼。这个小岛上长满了70英尺高的椰子树。富纳马努自20世纪50年代以来面積增加了0.44公顷，相較之前面积增加近30%。